# Csanádi Árpád
Csanádi Árpád (Pestszenterzsébet, 1923. február 23. – Budapest, 1983. március 7.) magyar bajnok labdarúgó, testnevelőtanár, edző, sportvezető, sportdiplomata, címzetes egyetemi tanár. Testvére Csanádi Ferenc aki labdarúgó és edző. Felesége Erdődi Katalin atléta, testnevelőtanár.

## Életút
1941-ben a Pestszenterzsébeti Kossuth Gimnáziumban érettségizett, 1941-től két évig a Pázmány Péter Tudományegyetemen jogot hallgatott, 1948-ban a TF-n testnevelőtanári oklevelet szerzett. 1969-ben az Eötvös Loránd Tudományegyetemen, az olimpiák történetéből doktorált.
1946-tól 1950-ig a FTC labdarúgója. 47 alkalommal szerepelt az első csapatban, tagja volt az 1948–49-es bajnokcsapatnak. 1957-ben a csapat vezetőedzője.
1948-tól 1949-ig a budapesti Szent Imre Gimnázium testnevelőtanára, 1949-től 1962-ig a Testnevelési Főiskola munkatársa; tanársegéd később adjunktus, majd docens lett.
1952-től különféle megbízásokat kapott a magyar sport irányításában. Több olimpián volt a magyar csapat egyik vezetője. 1966-ban a Budapesti Atlétikai Európa-bajnokság szervező bizottságának elnöke. 1958-tól haláláig a Magyar Olimpiai Bizottság főtitkára. 1960-ban a Magyar Testnevelési és Sport Tanács (MTST) tagjának nevezték ki. 1962-től 1983-ig a sporthivatal /MTS OT, OTSH/ elnökhelyettese.
1963 decemberétől a Magyar Testnevelési és Sportszövetség elnökhelyettese és országos tanácsának tagja lett. 1964. január 27-én, a Nemzetközi Olimpiai Bizottság innsbrucki kongresszusán a tagjává választották. Funkciói a szervezetben: 1968 a programbizottságának elnöke; 1975-től 1979-ig és 1982-től 1983-ig a végrehajtó bizottságának tagja; az utóbbi időszakban a NOB sportigazgatója.
Haláláig, hosszú évekig a XII. kerületi Trencsényi utca lakója volt.

## Művei
- Labdarúgás. Testnevelési főiskolai tankönyv, 1-2.; Tankönyvkiadó, Bp., 1955
- Labdarúgás. Alapfokon; szervezési ismeretek összeáll. Honti György; Sport, Bp., 1961 (Gyakorló oktatóképző tanfolyamok anyaga)
- Fradi-fiúk Ausztráliában; Sport, Bp., 1957
- Labdarúgás, 1-2. köt. Technika – taktika; 3. átdolg. kiad.; Sport, Bp., 1960
- Labdarúgás. 3. köt. Az edzés; Sport–Medicina, Bp., 1962
- Labdarúgás alapfokon. Gyakorló oktatóképző tanfolyamok anyaga; közrem. Honti György, Csanádi Ferenc; 2., bőv. kiad.; Sport, Bp., 1965
- Labdarúgás, 1-3.; 4. átdolg. kiad.; Sport, Bp., 1978

Szakkönyveit több nyelvre lefordították. Többek között: angol, német, spanyol, olasz, orosz, lengyel, bolgár, cseh, albán, török nyelveken is elérhetők.

## Elismerései
- Sport Érdemérem arany fokozat (1955)[4]
- Mesteredző (1961)
- Az FTC örökös bajnoka (1974)
- NOB Érdem-érem (1983)
- MOB Olimpiai Érdemrend (posztumusz)

## Emlékezete

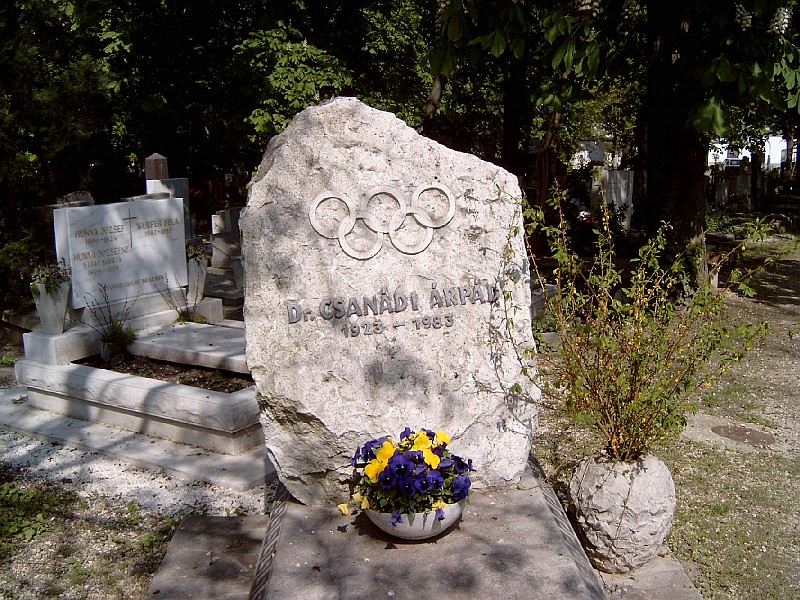
Csanádi Árpád sírja Budapesten. Farkasréti temető: 1-1-368/1. Ifjabb Fekete Géza alkotása.

1989. május 25-től a zuglói Őrnagy utcai 12 osztályos, sporttagozatos iskola a nevét viseli. Az iskolával együtt a Csanádi Baráti Kör is ápolja emlékét. A Testnevelési Főiskolán és a Tatai Edzőtáborban is megtalálható emléktáblája.